# Jan Nepomucen Umiński
Jan Nepomucen Umiński herbu Cholewa (ur. 22 stycznia 1778 w Czeluścinie, zm. 1851 w Wiesbaden) – polski wojskowy, generał Wojska Polskiego, uczestnik insurekcji kościuszkowskiej i wojen napoleońskich, uczestnik i przez 1 dzień wódz naczelny powstania listopadowego.

## Rodzina
Jan Nepomucen Umiński był synem Hilarego Umińskiego i Franciszki z Ryszewskich. Jego siostra, Katarzyna (zm. po 1829) została żoną Wincentego Niemojowskiego, jednego z przywódcy Kaliszan. Siostrzeńcem Jana Nepomucena był Edmund Bojanowski, bł. Kościoła katolickiego.
W dniu 17 grudnia 1816 w  Dębem koło Kalisza Jan Nepomucen Umiński zawarł małżeństwo z Magdaleną Gembarth (pimo voto Korwin-Piotrowska). Z małżeństwa pochodziła córka Magdalena (1817-1848), która wyszła za mąż za Juliana Seweryna Czartkowskiego (1809-1891), uczestnika powstania 1831 (siostra Seweryna, Paulina była żoną ppłk Franciszka Patka).
Rodzina generała dzierżyła podkaliski majątek Zakrzyn, który w 1828 odkupił płk Józef Grzegorz Puchalski.

## Życiorys
Brał udział w powstaniu kościuszkowskim w roku 1794, gdzie był adiutantem generała Antoniego Madalińskiego. W roku 1806 walczył pod Gdańskiem i Tczewem w czasie wojen napoleońskich. Został ranny i dostał się do pruskiej niewoli. Został uwolniony w roku 1807 i wstąpił do francuskiej kawalerii, gdzie miał stopień majora. Po pewnym czasie przeniósł się do armii Księstwa Warszawskiego. W Poznaniu był dowódcą szwadronu Gwardii Honorowej, w skład którego wchodzili przedstawiciele wielkopolskich rodów.
W czasie wojny polsko-austriackiej w 1809, walczył pod Sandomierzem. W 1812 wziął udział w kampanii rosyjskiej. Walczył min. w bitwach pod Smoleńskiem i pod Borodino. Jako pierwszy z armii napoleońskich wkroczył na czele 10 pułku huzarów polskich do opuszczonej przez Rosjan Moskwy. 
W korpusie ks. Józefa Poniatowskiego walczył w bitwie pod Lipskiem w 1813, gdzie został ranny i dostał się do niewoli. Po zwolnieniu w 1815 wstąpił do armii Królestwa Kongresowego. W 1816 odszedł z wojska i osiadł w Smolicach. W 1820 założył Związek Kosynierów, potem został członkiem Towarzystwa Patriotycznego, za co został skazany przez Prusaków w roku 1826 na 6 lat więzienia. 
Na wieść o wybuchu powstania listopadowego uciekł z więzienia w Głogowie i wstąpił do wojska. Początkowo jako prosty żołnierz bił się pod Wawrem i Grochowem. Generał Dembiński powierzył mu dowództwo nad I Korpusem kawalerii. W marcu 1831 jego korpus operował nad Narwią. Dowodził w wygranej bitwie pod Jędrzejowem, wziął udział w bitwie pod Ostrołęką, po której wystąpił z ostrą krytyką wobec gen. Skrzyneckiego. Bronił Warszawy. Po zdobyciu jej był przez 1 dzień (23 września 1831) wodzem naczelnym. Po kapitulacji z wojskiem przeszedł do Modlina. W Płockiem miał zatarg z gen. Maciejem Rybińskim. 
Po upadku powstania udał się na emigrację do Francji. Był współpracownikiem ks. Adama Jerzego Czartoryskiego. Był członkiem Towarzystwa Litewskiego i Ziem Ruskich w Paryżu w 1832 roku. W 1832 roku był jednym z założycieli Towarzystwa Literackiego w Paryżu. Potem przeniósł się do Wiesbaden, gdzie zmarł.
Był członkiem loży wolnomularskiej Bracia Zjednoczeni w drugim stopniu rytu („czeladnik”) w 1829 roku.
Został odznaczony Krzyżem Kawalerskim Orderu Virtuti Militari.

## Awanse
- 1806 – szef szwadronu,
- 1807 – major,
- 1809 – pułkownik,
- 1813 – generał brygady,
- 1831 – generał dywizji[13]